# Lina Sastri
Pasqualina 'Lina' Sastri (Nápoles, 17 de noviembre de 1950) es una actriz y cantante italiana, ganadora del Nastro d'argento y del David de Donatello. 

## Biografía
Sastri hizo su debut en la película La fuerza del silencio, en 1977. En 1984 ganó el Nastro d'argento a la mejor actriz y el David di Donatello en la misma categoría por su actuación en Me envía Picone. Uno año más tarde, ganó los dos mismos premios por su papel en Secretos secretos. En 1987 fue galardonado con un David di Donatello a la mejor actriz de reparto por Una historia que comenzó hace 2000 años de Damiano Damiani.
Como cantante ha publicado numerosos álbumes, cantados principalmente en el dialecto napolitano. Participó en el Festival de San Remo en 1992 con la canción "Femmene 'e mare".

## Filmografía seleccionada
- 1977: La fuerza del silencio
- 1978: Ecce bombo (traperos)
- 1980: Café Express
- 1983: Me envía Picone
- 1983: I paladini - Storia d'armi e d'amori
- 1985: Secretos secretos
- 1987: Una historia que comenzó hace 2000 años
- 1989: Pequeños equívocos
- 1996: Vite strozzate
- 1996: Celuloide
- 1999: Li chiamarono... briganti!
- 1999: Falcone: Un juez contra la mafia
- 2004: Don Bosco
- 2007: Lascia perdere, Johnny!
- 2009: Baarìa